# Maria Rotaru
Maria Rotaru (n. 16 octombrie 1944, București) este o actriță română. 

## Biografie
S-a născut la 16 octombrie 1944 în București. În 1966 a absolvit Institutul de Artă Teatrală și Cinematografică „Ion Luca Caragiale” din București la clasa profesorului Ion Olteanu. A fost actriță la Teatrul din Ploiești.
A fost căsătorită cu scriitorul Eugen Rotaru și este mama actorului și regizorului Alex Rotaru, Ambasador Cultural al Statelor Unite în lume.

## Filmografie
- Canarul și viscolul (1970) - soția lui Arhip
- Departe de Tipperary (1973) - fata de la ruletă
- Ultimele zile ale verii (1976) - Elvira
- Omul care ne trebuie (1979)
- Liniștea din adîncuri (1982) - dna Voinea, soția inginerului Voinea
- Orgolii (1982)
- Pe malul stîng al Dunării albastre (1983) - soția lui Costi
- Ca-n filme (1984)
- Pădurea de fagi (1987)
- Figuranții (1987) - soția lui Costi
- O vară cu Mara (1989)
- Marea sfidare (1990)
- Aici nu mai locuiește nimeni (film TV, 1995)

- Modigliani  (2004) ca Berthe Weill (ca Marina Rotaru)
- Binecuvântată fii, închisoare (2002) ca Sabina
- Amen.  (2002) ca soră medicală
- Dublu extaz (1997)
- Flăcăul cu o singură bretea (1990) ca Mama lui Niculăiță
- Misiunea serial tv (1989) ca Ioana
- Sezonul pescărușilor (1984)
- Eroii nu au vîrsta serial tv (1984) ca secretara Lucica
- Stele de iarnă (1980) ca Sanda
- Ceața (1973) ca Ioana

## Legături externe
- http://www.imdb.com/name/nm0744718/
- http://www.cinemagia.ro/actori/maria-rotaru-5982/
- http://www.cinemarx.ro/persoane/Maria-Rotaru-104558.html%5Bnefuncțională+–+%5D